# Amnésie infantile
L'amnésie infantile décrit le phénomène amnésique touchant la mémoire épisodique qui conduit à la pauvreté des souvenirs relatifs aux premières années de vie et, dans la plupart des cas, à leur absence avant deux ans.

## Description
L'amnésie infantile concerne spécifiquement les souvenirs « autobiographiques » de la mémoire épisodique, soit le souvenir chronologique des événements vécus avec leur contexte, et non les souvenirs de la mémoire sémantique comme les connaissances relatives au langage ou aux habiletés motrices.
L'âge moyen des premiers souvenirs autobiographiques rapporté dans la plupart des études est de trois ans et demi, l’âge de deux ans constituant l’âge limite au delà aucun souvenir autobiographique ne semble être rappelé. À partir de deux ans, la probabilité de rappel d’un souvenir est graduelle avec l’avancée en âge.

## Explications proposées
Différentes hypothèses sont avancées pour expliquer l'amnésie infantile. La principale est la maturation inachevée des structures cérébrales impliquées dans la formation des souvenirs épisodiques ; le système amnésique est certes fonctionnel chez le bébé mais produit des traces mnésiques plus fragiles.
Avec l’âge, la vitesse de traitement de l'information augmente et produit des traces mnésiques plus riches et par conséquent plus stables dans le temps. La durée de rétention augmente également et la récupération des souvenirs devient moins dépendante du contexte. Ces progrès de la mémoire concourent à accroître la probabilité d’un rappel à long terme des souvenirs épisodiques formés par l’enfant.
Les psychologues du développement ont envisagé que d’autres facteurs, extrinsèques au fonctionnement mnésique en lui-même, comme l’émergence d’un sens de soi cognitif ou le développement du langage, puissent constituer des conditions nécessaires à l'encodage de souvenirs autobiographiques. Cette hypothèse expliquerait l’existence d’une frontière développementale en deçà de laquelle toute forme de mémoire de soi est inenvisageable mais reste insuffisante pour rendre compte de la lente progression des souvenirs autobiographiques entre deux et six ans.

## Dans la fiction
Le roman Maman a tort de Michel Bussi raconte la lutte d'une mère, séparée de son enfant de trois ans, pour empêcher l'inévitable phénomène de l'amnésie infantile d'effacer chez lui les derniers souvenirs de cette dernière.